# Међународна заједница
Међународна заједница је термин који се користи у геополитици и међународним односима да би се означила широка група примарно влада света и људи који им припадају, али и медија и других утицајних организација. Не односи се дословно на све нације или државе у свету. Користи се за имплицирање постојања заједничке тачке гледишта према неким темама као што су људска права. Активисти, политичари и коментатори користе често овај термин за позивање на деловање; нпр. деловање против онога што је по њиховом мишљењу политичка репресија у предметној земљи.
Термин се често користи да се имплицира легитимност и консензус као тачка гледишта проблема у питању; пример је доласка до кредибилности већинским гласањем у Генералној скупштини УН.

## Критика
Ноам Чомски каже да је употреба термина индиректно означавање САД и његових савезника те држава-клијената, као и савезника у медијима тих држава. Научник, академик Мартин Жак каже: „Сви ми знамо шта се мисли под термином ’међународна заједница’, зар не? То је Запад, наравно, ништа више, ништа мање. Коришћење термина ’међународна заједница’ је начин величања запада, глобализовања истог, чињења да звучи поштованијим, неутралнијим и вреднијим.”